# Metapone krombeini
Metapone krombeini är en myrart som beskrevs av Smith 1947. Metapone krombeini ingår i släktet Metapone och familjen myror. Inga underarter finns listade i Catalogue of Life.